# جيك إلمور
جيك إلمور (بالإنجليزية: Jake Elmore)‏ هو لاعب كرة قاعدة أمريكي، ولد في 15 يونيو 1987 في دوثان في الولايات المتحدة.

## وصلات خارجية
- جيك إلمور على موقع دوري كرة القاعدة الرئيسي (الإنجليزية)
- جيك إلمور على موقعبيزبول رفرنس.كوم (الدوري الرئيسي) (الإنجليزية)
- جيك إلمور على موقعبيزبول رفرنس.كوم (الدوري الثانوي) (الإنجليزية)
- جيك إلمور على موقع إي إس بي إن.كوم (أم.أل.بي) (الإنجليزية)
- جيك إلمور على موقع مشجعي الرسوم البيانية (الإنجليزية)